# Dedos cruzados

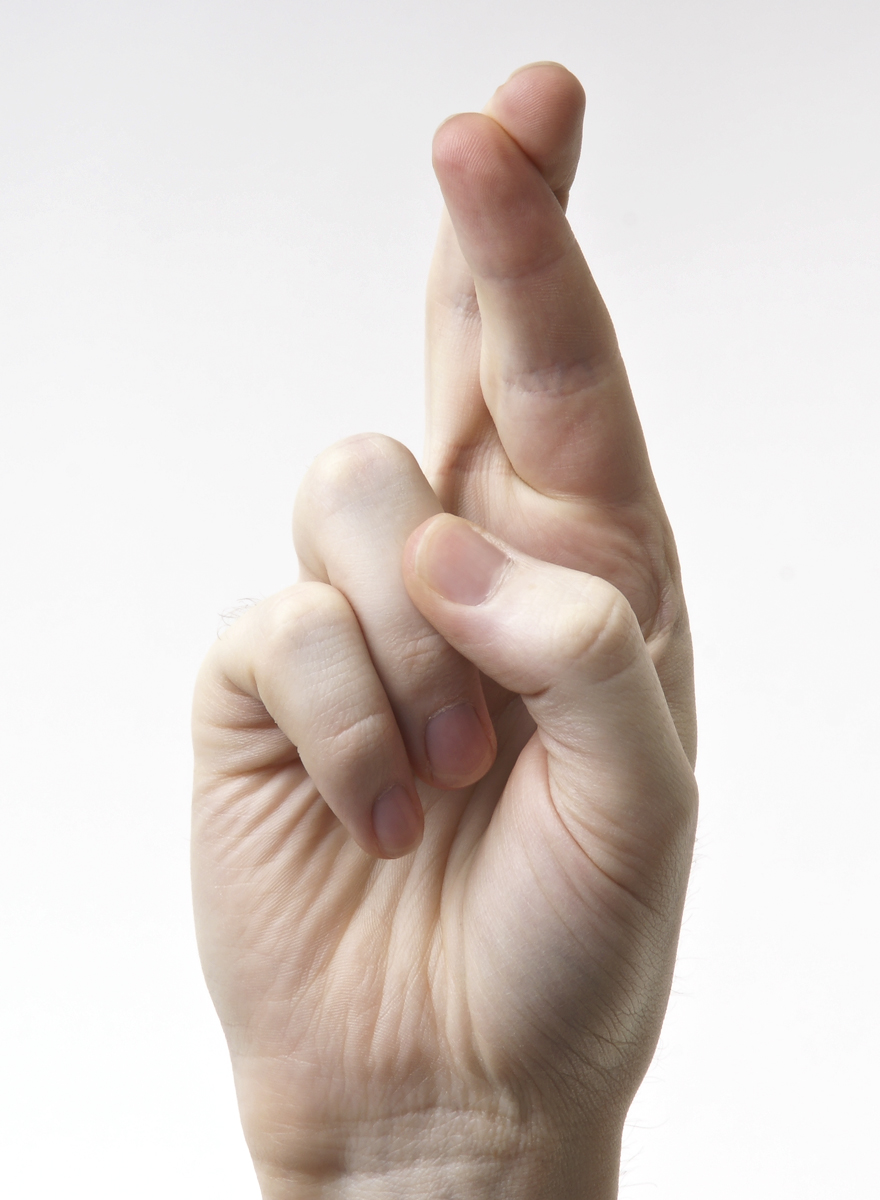
Dedos cruzados

Dedos cruzados é um gesto com a mão em que o dedo médio de uma das mãos é atravessado por cima do dedo indicador da mesma mão. Além disso, há uma frase escrita ou falada associada com este gesto. Há algumas evidências que sugerem que a origem do gesto se fundamenta no início do cristianismo, tanto como um pedido de proteção divina e como um significado encoberto na crença cristã. O uso moderno, porém, é quase exclusivamente secular e consideravelmente mais diversificado em significado, incluindo:
- Um gesto com a mão que denota uma esperança para dar sorte.
- Um desejo verbal para dar sorte, como em: "Eu vou manter meus dedos cruzados para você."
- Uma forma de anular o carácter vinculativo de uma promessa ou juramento, como em: "Você prometeu"; "Eu mantive meus dedos cruzados, assim a promessa não conta!". Este é um uso predominantemente infantil.
- Um forma de permitir ou diminuir as conotações negativas de uma mentira, como em: "Você disse que seu nome era Steve, você mentiu, o seu nome é Paul!"; "Ela não conta, estava com meus dedos cruzados!". Este é um uso predominantemente infantil.

## Origem
Cruzar os dedos era um gesto com a mão comumente usado para implorar a Deus por proteção, bem como para desejar boa sorte. O gesto é conhecido pela expressão comum "manter os dedos cruzados" ou apenas "dedos cruzados" e também tem sido historicamente usado para permitir que os crentes a se reconheçam mutuamente em tempos de perseguição. 
Na época da Igreja primitiva, os cristãos cruzam os dedos, a fim de invocar o poder associado com a cruz cristã para proteção, quando confrontados com o mal. Além disso, os cristãos, quando perseguidos pelos romanos, usaram o símbolo dos dedos cruzados, junto com o Ichthys, a fim de reconhecer uns aos outros e se reunirem para cultos.  Na Inglaterra do século XVI, as pessoas continuaram a cruzar os dedos ou fazer o sinal da cruz, a fim de afastar o mal, assim como quando as pessoas tossiam ou espirravam. 

## Uso moderno
O uso moderno do gesto dos dedos cruzados tem pouca influência sobre as suas origens religiosas. 
1. Um gesto com a mão indicando esperança de boa sorte;
2. Um desejo verbal para dar sorte;
3. Uma forma de anular o carácter vinculativo de uma promessa ou juramento. A crença de que cruzar os dedos invalida uma promessa que está sendo feita.[8][9]
4. Uma forma de permitir ou diminuir as conotações negativas de uma mentira.

Algumas pessoas, a maioria crianças, também usam o gesto para desculpar a sua revelação de uma mentira. Isso pode ter suas raízes na crença de que o poder da cruz cristã pode salvar um de ser enviado para o inferno por dizer uma mentira.